# 大塚君代
大塚 君代（おおつか きみよ、1914年11月23日 - 1996年2月1日）は、日本の女優。1930年に東京松竹楽劇部（後の松竹歌劇団）に6期生として入る。同期に逢初夢子、水久保澄子がいる。

## 主な出演映画

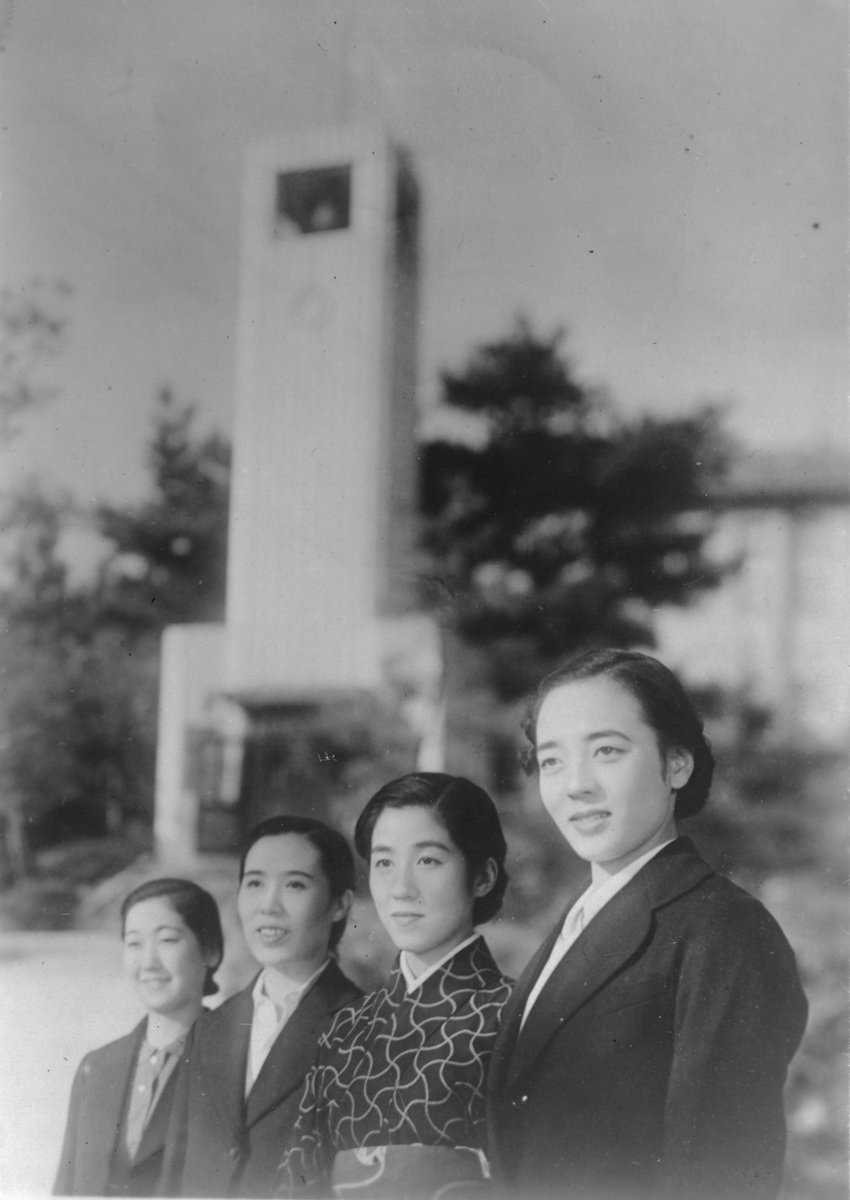
1941年『みかへりの塔』左から 大塚君代、出雲八重子、忍節子、三宅邦子

以下の公開年、作品名、製作会社、役名は特に記載がない限りKINENOTEに従った。
- 1933年 『ラッパと娘』 松竹キネマ(蒲田撮影所) [2]
- 1934年 『玄関番とお嬢さん』 松竹キネマ(蒲田撮影所) - 島子の友 [3]
- 1934年 『婦系図』 松竹キネマ(蒲田撮影所) - 酒井妙子 [4]
- 1934年 『夢見る頃』 松竹キネマ(蒲田撮影所) [5]
- 1934年 『与太者と花嫁』 松竹キネマ(蒲田撮影所) [6]
- 1934年 『水上心中』 松竹キネマ(蒲田撮影所) [7]
- 1935年 『母の戀文』  松竹キネマ(蒲田撮影所) - 芸者鳶丸 [8]
- 1935年 『もの言はぬ姉』 松竹キネマ(蒲田撮影所) [9]
- 1935年 『春琴抄 お琴と佐助』 松竹キネマ（蒲田撮影所） - 春琴の弟子A [10]
- 1935年 『果樹園の女』 松竹キネマ（蒲田撮影所） [11]
- 1935年 『大学の親方』 松竹キネマ（蒲田撮影所） [12]
- 1936年 『最後の幸福』 松竹キネマ（蒲田撮影所） - お峰 [13]
- 1936年 『娘に告ぐ』 松竹キネマ（大船撮影所） - 娘 久美子 [14]
- 1936年 『男性対女性』 松竹キネマ（大船撮影所）- 水上菊江 [15]
- 1936年 『人妻椿 後篇』 松竹キネマ（大船撮影所） - お絹 [16]
- 1937年 『淑女は何を忘れたか』 松竹キネマ（大船撮影所） - 芸者 [17]
- 1937年 『あばれもの』 松竹大船 [18]
- 1937年 『出船の歌』 松竹大船 [19]
- 1937年 『母の夢』 松竹大船 [20]
- 1937年 『金色夜叉』 松竹大船 - 藤子 [21]
- 1937年 『婚約三羽烏』 松竹大船 - 健の妹 春子 [22]
- 1937年 『水郷情歌 湖上の靈魂』 松竹大船 [23]
- 1937年 『浅草の灯』 松竹大船 - カルメンの踊り子 [24]
- 1938年 『皆んな見えなくなる峠』 松竹大船 - 妹娘 おとよ [25]
- 1939年 『女の風俗 第一話 お嬢さんの日記』 松竹大船 [26]
- 1939年 『兄とその妹』 松竹大船 [27]
- 1939年 『五人の兄妹』 松竹大船 - 妹すえ子 [28]
- 1939年 『波濤』 松竹大船 - 看護婦 [29]
- 1940年 『素裸の家』 松竹大船 - 妻 みき子 [30]
- 1940年 『信子』 松竹大船 - 岩崎先生 [31]
- 1940年 『美しき隣人』 松竹大船 [32]
- 1941年 『みかへりの塔』 松竹大船 - 草間保姆（保母） [33]
- 1954年 『君の名は 第三部』 松竹大船 [34]
- 1956年 『漫才学校 爆笑八人組』 松竹、上方演芸、京都映画[35] - 母たみ [36]
- 1956年 『紀州の暴れん坊』 松竹京都 - 妻ぬい [37]
- 1957年 『嵐の中の抱擁 おもかげは遙かなり』 松竹大船 - 大井益江 [38]
- 1958年 『としごろ』 松竹大船 - 堀田松子 [39]
- 1958年 『眼の壁』 松竹 [40]
- 1959年 『ある落日』 松竹大船 - 三名部さい [41]
- 1960年 『次郎物語』 松竹大船 - 青木文子 [42]
- 1963年 『死闘の伝説』 松竹大船 - 酔っぱらいの親爺の女房 [43]
- 1968年 『スクラップ集団』 松竹大船 [44]
- 1969年 『男はつらいよ』 松竹大船 [45]
- 1969年 『喜劇 一発大必勝』 松竹 - ふみ [46]
- 1970年 『新・男はつらいよ』 松竹大船 [47]
- 1970年 『男はつらいよ 望郷篇』 松竹大船 [48]
- 1971年 『男はつらいよ 純情篇』 松竹大船 [49]
- 1972年 『生まれかわった為五郎』 松竹 - まつ [50]

## 主な出演テレビドラマ
- 1967年 『女と刀』 TBS [51]
- 1967年-1968年 『もがり笛』 TBS [52]